# Mohammed Rharsalla Khadfi
Mohammed Rharsalla Khadfi (Oujda, 15 september 1993) is een Marokkaans voetballer die als aanvaller speelt. Moha speelt sinds 2018 voor het Slowaakse Slovan Bratislava waarmee hij al verschillende prijzen won.

## Carrière
Na de jeugdreeksen in Spanje te hebben doorlopen vertrok Moha in 2014 naar Oekraïne om voor Olimpik Donetsk te gaan voetballen. Hij maakte er op 15 augustus 2014 zijn debuut voor het eerste elftal. Dit gebeurde in een wedstrijd tegen stadsgenoot Sjachtar Donetsk, de wedstrijd werd met 0-5 verloren.
In het seizoen 2016/17 leende Donetsk hem uit aan Spaans tweedeklasser Gimnàstic de Tarragona. Moha kwam slechts 10 keer in actie en kon maar 1 keer scoren.
Na de uitleenbeurt keerde Moha terug naar Oekraïne, waar hij meteen zijn Europees debuut mocht maken. Dit deed hij in een UEFA Europa League kwalificatie match tegen de Griekse topclub PAOK, de heenwedstrijd eindigde op een 1-1 gelijkspel maar omdat PAOK de terugwedstrijd met 2-0 won was Olimpik Donetsk uitgeschakeld.
In 2018 maakte Moha de overstap naar Slovan Bratislava uit Slowakije, waarmee hij in zijn eerste seizoen meteen de beker pakte.
In drie succesvolle seizoen verliet Rharsalla Bratislava voor een avontuur in de Saudi Professional League waar hij voor Al-Hazm ging spelen.

## Interlandcarrière
Op 13 oktober 2020 maakte Moha zijn debuut voor de Marokkaanse nationale ploeg. Hij mocht invallen in een vriendschappelijke wedstrijd tegen Congo-Kinshasa die eindigde op 1-1.

## Erelijst
| Slowaakse beker   | 3x | 2017/18, 2019/20, 2020/21 |
| Slowaaks kampioen | 3x | 2018/19, 2019/20, 2020/21 |

1. ↑  SoccerWay–profiel